# Аватар: Путь воды (саундтрек)
Avatar: The Way of Water (Original Motion Picture Soundtrack) — официальный саундтрек к фильму «Аватар: Путь воды».

## Создание
Композитор первого фильма Джеймс Хорнер намеревался стать частью сиквела, а также предстоящих фильмов франшизы до своей смерти в авиакатастрофе 22 июня 2015 года. Саймон Фрэнглен, который ассоциировался с Хорнером в качестве музыкального продюсера и аранжировщика в фильмах, сообщил, что написал музыку к фильму в декабре 2019 года. Его участие было официально подтверждено Ландау в августе 2021 года, где он будет писать музыку для всех предстоящих фильмов. Фрэнглен, в частности, завершил музыку для «Великолепной семерки» (2016), после смерти Хорнера. Он также написал оригинальную музыку для «Pandora — The World of Avatar», аттракциона тематического парка, основанного на фильме, а также аранжировал тему Хорнера из фильма, так как Фрэнглен хотел «сохранить суть музыки и фильма вместе». Следовательно, к 2017 году он был готов написать музыку к фильму, когда Кэмерон попросил его прочитать сценарии для сиквелов.
Фрэнглен хотел почтить наследие Хорнера, добавив новые темы в музыке, добавив, что «подавляющее большинство из них свежее и новое, потому что это новый фильм, и в этих новых местах появились новые персонажи. Но бывают моменты, когда важно иметь там оригинальные темы. Я надеюсь, что поклонники оригинала полюбят и признают, что мы пытались сохранить это, потому что также есть поток для серии фильмов. „Аватар“ — это не отдельный фильм. Мы надеемся, что это часть целого канона фильмов. Поэтому, привнесение части музыки из первого фильма во второй, я подумал, что это уместно и хорошо».
Фрэнглен добавил, что он смог разработать уникальные музыкальные инструменты Пандоры для фильма, который был одним из «неожиданных прелестей», который был напечатан в три измерения художественным отделом и командой реквизита. Ему было поручено привнести новые текстуры, голоса и элементы музыки, добавив: «Море является неотъемлемой частью многих тем и мотивов в моей музыке; сцинтилляция света, отливы и отливы и поток волн, а также связь На’ви [персонажей в фильме] с водой были вдохновением».
Запись музыки к фильму началась 29 июля 2022 года на Newman Scoring Stage в студии 20th Century Studios в Лос-Анджелесе, когда музыку записал оркестр из 100 человек. Фрэнглен сказал, что он смог «опознать большое разнообразие певцов и музыкантов со всего мира, привнося свои уникальные текстуры в музыку», например, привнести хоровой ансамбль Тенебра из хоровой музыки Лондона и тихоокеанских островов. Масштаб микширования музыки превысил до 1000 треков.

## Оригинальные песни
В фильме были представлены две оригинальные песни, написанные в соавторстве и спродюсированные Фрэнгленом. «The Songcord» в исполнении Зои Салданы была объявлена на 13-ю премию Hollywood Music in Media Awards в номинации «Лучшая оригинальная песня в художественном фильме» в ноябре 2022 года. Кэмерон описал песню на первой странице сценария, где она ссылается на «рассказ истории семьи На’ви или кланового происхождения через песню в сопровождении устройства с бисером, натянутыми вместе на шпагат или нить». Он также предложил Фрэнглену, что песня нуждается в «древнем призрачном качестве с тёплой материнской любовью». Поэтому он написал текст песни в На’ви и выступил вживую на сцене с Салданьей перед 100 членами команды.
«Nothing Is Lost (You Give Me Strength)» — песня из финальных титров фильма, Кэмерон хотел, чтобы она была «надеющейся и о борьбе за выживание семьи». Фрэнглен пригласил канадского певца The Weeknd исполнить трек и отправил ему тематические и лирические концепции, где он хотел связать мир Пандоры с музыкантом. Кроме того, шведская супергруппа Swedish House Mafia помогла Фрэнглену спродюсировать песню, чтобы смешать их отличительную поп-чувствительность с голосами На’ви, племенными барабанами и оркестром, который охватывал музыкальный мир. The Weeknd записал финальный вокал для песни в Лос-Анджелесе, в то время как оркестровые части были записаны на Newman Scoring Stage во время финальных записей музыки в ноябре 2022 года.

## Релиз и рекламная кампания
Саундтрек к фильму «Аватар: Путь воды» был выпущен вместе с фильмом 16 декабря 2022 года на лейбле Hollywood Records, а «Nothing Is Lost (You Give Me Strength)» стал ведущим синглом альбома, выпущенным 15 декабря. Альбом включал в себя 20 треков оригинальной музыки Фрэнглена, а 10 дополнительных треков были выпущены в отдельном альбоме 20 декабря.

## Список композиций
Информация взята из Tidal. Исполнителем всех композиций является Саймон Фрэнглен, кроме указанных в скобках случаев.
| №                   | Название                                              | Текст песни         | Музыка                                                              | Продюсер(ы)                   | Длительность |
| ------------------- | ----------------------------------------------------- | ------------------- | ------------------------------------------------------------------- | ----------------------------- | ------------ |
| 1.                  | «Nothing Is Lost (You Give Me Strength)» (The Weeknd) | Эйбел Тесфайе       | Тесфайе, Аксель Хедфорс, Себастьян Ингроссо, Фрэнглен, Стив Анжелло | Фрэнглен, Swedish House Mafia | 4:28         |
| 2.                  | «Into the Water»                                      |                     | Фрэнглен                                                            | Фрэнглен, Саймон Роудс        | 3:40         |
| 3.                  | «Happiness Is Simple»                                 |                     | Фрэнглен, Джеймс Хорнер                                             | Фрэнглен, Роудс               | 2:22         |
| 4.                  | «A New Star»                                          |                     | Фрэнглен                                                            | Фрэнглен, Роудс               | 2:57         |
| 5.                  | «Converging Paths»                                    |                     | Фрэнглен                                                            | Фрэнглен, Роудс               | 1:45         |
| 6.                  | «Rescue and Loss»                                     |                     | Фрэнглен                                                            | Фрэнглен, Роудс               | 6:40         |
| 7.                  | «Family Is Our Fortress»                              |                     | Фрэнглен                                                            | Фрэнглен, Роудс               | 3:07         |
| 8.                  | «Hometree»                                            |                     | Фрэнглен                                                            | Фрэнглен, Роудс               | 3:28         |
| 9.                  | «The Way of Water»                                    |                     | Фрэнглен                                                            | Фрэнглен, Роудс               | 2:30         |
| 10.                 | «Payakan»                                             |                     | Фрэнглен                                                            | Фрэнглен, Роудс               | 3:30         |
| 11.                 | «Mighty Eywa»                                         |                     | Фрэнглен                                                            | Фрэнглен, Роудс               | 4:13         |
| 12.                 | «Friends»                                             |                     | Фрэнглен                                                            | Фрэнглен, Роудс               | 1:47         |
| 13.                 | «Cove of the Ancestors»                               |                     | Фрэнглен                                                            | Фрэнглен, Роудс               | 2:46         |
| 14.                 | «The Tulkun Return»                                   |                     | Фрэнглен                                                            | Фрэнглен, Роудс               | 2:51         |
| 15.                 | «The Hunt»                                            |                     | Фрэнглен                                                            | Фрэнглен, Роудс               | 5:48         |
| 16.                 | «Na'vi Attack»                                        |                     | Фрэнглен                                                            | Фрэнглен, Роудс               | 4:44         |
| 17.                 | «Eclipse»                                             |                     | Фрэнглен                                                            | Фрэнглен, Роудс               | 3:13         |
| 18.                 | «Bad Parents»                                         |                     | Фрэнглен                                                            | Фрэнглен, Роудс               | 3:23         |
| 19.                 | «Knife Fight»                                         |                     | Фрэнглен                                                            | Фрэнглен, Роудс               | 2:48         |
| 20.                 | «From Darkness to Light»                              |                     | Фрэнглен                                                            | Фрэнглен, Роудс               | 4:14         |
| 21.                 | «The Spirit Tree»                                     |                     | Фрэнглен                                                            | Фрэнглен, Роудс               | 2:58         |
| 22.                 | «The Songcord» (Зои Салдана)                          | Фрэнглен            | Фрэнглен                                                            | Фрэнглен                      | 3:20         |
| Общая длительность: | Общая длительность:                                   | Общая длительность: | Общая длительность:                                                 | Общая длительность:           | 1:16:32      |

| №                   | Название                     | Длительность |
| ------------------- | ---------------------------- | ------------ |
| 1.                  | «Leaving Home»               | 3:28         |
| 2.                  | «Songcord Opening»           | 1:58         |
| 3.                  | «Happiness Is Simple»        | 2:22         |
| 4.                  | «A New Star»                 | 2:57         |
| 5.                  | «Train Attack»               | 3:04         |
| 6.                  | «Masks Off»                  | 3:22         |
| 7.                  | «Converging Paths»           | 1:45         |
| 8.                  | «Rescue and Loss»            | 6:40         |
| 9.                  | «Family Is Our Fortress»     | 3:07         |
| 10.                 | «Sanctuary»                  | 2:56         |
| 11.                 | «Into the Water»             | 3:40         |
| 12.                 | «Training Montage»           | 2:16         |
| 13.                 | «The Way of Water»           | 2:30         |
| 14.                 | «Where the Men Hunt»         | 1:46         |
| 15.                 | «Payakan»                    | 3:30         |
| 16.                 | «Mighty Eywa»                | 4:13         |
| 17.                 | «Friends»                    | 1:47         |
| 18.                 | «Cove of the Ancestors»      | 2:46         |
| 19.                 | «The Tulkun Return»          | 2:51         |
| 20.                 | «The Hunt»                   | 5:48         |
| 21.                 | «Kids in Peril»              | 3:37         |
| 22.                 | «Na’vi Attack»               | 4:44         |
| 23.                 | «A Farewell to Arm»          | 2:27         |
| 24.                 | «Eclipse»                    | 3:13         |
| 25.                 | «Bad Parents»                | 3:23         |
| 26.                 | «Knife Fight»                | 2:48         |
| 27.                 | «World Upside Down»          | 2:04         |
| 28.                 | «From Darkness to Light»     | 4:14         |
| 29.                 | «Family»                     | 3:15         |
| 30.                 | «Songcord Chapter»           | 2:11         |
| 31.                 | «The Spirit Tree»            | 2:58         |
| 32.                 | «The Songcord» (Зои Салдана) | 3:20         |
| Общая длительность: | Общая длительность:          | 1:41:00      |

## Реакция
Саундтрек к фильму получил в основном положительные отзывы от критиков. В обзоре «New York Post» Джонни Олексински написал: «Пандора также продолжает воплощаться в жизнь через музыку, которая, хотя на этот раз написана Саймоном Фрэнгленом, все ещё склоняется чудесной работе покойного Джеймса Хорнера». Дэвид Руни из «The Hollywood Reporter» сказал, что фильму «теряет душераздирающее напряжение и племенные темы музыки Джеймса Хорнера к фильму 2009 года, но композитор Саймон Фрэнглен умело поддерживает напряжение там, где оно имеет значение».

## Награды и номинации
| Премия                          | Дата церемонии | Категория                                         | Получатель(и)                                | Результат | Примечания |
| ------------------------------- | -------------- | ------------------------------------------------- | -------------------------------------------- | --------- | ---------- |
| Hollywood Music in Media Awards | 16 ноября 2022 | Best Original Score in a Sci-Fi/Fantasy Film      | Саймон Фрэнглен                              | Победа    | [ 29 ]     |
| Hollywood Music in Media Awards | 16 ноября 2022 | Лучшая оригинальная песня в художественном фильме | Саймон Фрэнглен и Зои Салдана — «Song Chord» | Номинация | [ 29 ]     |
| Hollywood Music in Media Awards | 16 ноября 2022 | Песня/Музыка — Трейлер                            | Саймон Фрэнглен «Trailer»                    | Номинация | [ 29 ]     |